# 8. zračnoprevozni bataljon (Južni Vietnam)
8. zračnoprevozni bataljon (vietnamsko Tiểu Đoàn 8 Nhảy Dù; kratica 8. TDND) je bila padalska enota Armade Republike Vietnam.

## Zgodovina
Bataljon je bil ustanovljen 1. decembra 1959 in dodeljen Zračnoprevozni brigadi.
Bataljon je v začetku septembra 1965 opravil bojni padalski skok blizu Ben Cata.
Med ofenzivo Tet je bil bataljon poslan v bitko za Hue, kjer je sodeloval v ponovni osvojitvi mesta. Aprila 1968 je bataljon sodeloval v reševalni operaciji obkoljene garnizije v Khe Sanhu.
Avgusta 1973 je bil bataljon premeščen v Đà Nẵng, da bi okrepil obrambo. Bataljon je avgusta 1973 sodeloval v bitki za hrib 1062.

## Organizacija
- štab
- podporna četa
- 1. strelska četa
- 2. strelska četa
- 3. strelska četa
- 4. strelska četa

## Odlikovanja
- predsedniška omemba enote (2x)